# Rijksweg 259
Rijksweg 259 was een rijksweg in de Nederlandse provincie Noord-Brabant. De weg vormde de verbinding tussen de A29 bij Dinteloord en het tijdelijke einde van de A4 bij Klutsdorp. De weg verving de ontbrekende schakel Dinteloord - Klutsdorp in Rijksweg 4. Het traject liep langs de bebouwde kom van Steenbergen.
Sinds de opening van de Omlegging Halsteren A4 op 20 december 2007 en een gedeelte tussen Halsteren en Klutsdorp behoren de Randweg-Noord (Bergen op Zoom), de Halsterseweg en de Steenbergseweg (beide in Halsteren) niet meer tot de N259, waardoor de status van N-weg op die wegen is vervallen. Bij de opening van de complete A4 op 24 november 2014 kwam het wegnummer 259 te vervallen en hebben de overgebleven wegen enkel nog een lokaal belang.